# Sorbas
Sorbas é um município da Espanha, na província de Almería, comunidade autónoma da Andaluzia. Tem 249,16 km² de área e em 2021 tinha 2 471 habitantes (densidade: 9,9 hab./km²). Pertence à comarca do Levante Almeriense.